# Профессиональная шахматная ассоциация
Профессиональная шахматная ассоциация (ПША, англ. Professional Chess Association, PCA) — существовавшая с 1993 по 1996 годы организация, созданная по инициативе Гарри Каспарова и Найджела Шорта, которые приняли решение провести матч на первенство мира без участия ФИДЕ.

## История
Матч на первенство мира между Каспаровым и победителем отборочного цикла ФИДЕ Шортом был намечен на вторую половину 1993 года. 26 февраля 1993 года во время турнира в Линаресе два шахматиста опубликовали совместное заявление о проведении матча на первенство мира без участия ФИДЕ. Формальным поводом стало то, что президент ФИДЕ Флоренсио Кампоманес принял решение о месте проведения матча без учёта мнения игроков. В марте ФИДЕ лишила Каспарова его титула, который теперь должен был быть разыгран в матче между Анатолием Карповым и Яном Тимманом, ранее проигравшими Шорту в матчах претендентов. Оба матча на первенство мира прошли осенью 1993 года.
В течение 1995 года под эгидой ПША состоялось три крупных турнира, объединённых в серию «Супер-классик». Мемориал Таля в Риге и турнир в Новгороде выиграл Каспаров, а в турнире в Хоргене два первых места разделили Владимир Крамник и Василий Иванчук.
Многие шахматисты участвовали в турнирах в рамках обеих организаций, и в рамках обеих организаций проводились свои матчи на звание чемпиона мира. В 1996 году основной спонсор ПША Intel отказался от дальнейшего финансирования, и ПША вскоре прекратила своё существование, однако титулы чемпионов мира были объединены лишь в 2006 году, когда Владимир Крамник выиграл матч за звание чемпиона мира у Веселина Топалова.